# Sybra punctata
Sybra punctata är en skalbaggsart som beskrevs av Fisher 1925. Sybra punctata ingår i släktet Sybra och familjen långhorningar.
Artens utbredningsområde är Filippinerna. Inga underarter finns listade i Catalogue of Life.